# Триптани
Селективні агоністи 5HT1-рецепторів, або трипта́ни — фармацевтичні препарати знеболювальної дії, що використовують для лікування гострих нападів мігрені.

## Історія
Дослідження серотонінергічних механізмів виникнення мігрені активізувалися з 60-х років 20 сторіччя. Було доведено, що напади мігрені чітко корелюють зі зниженням концентрації тромбоцитарного серотоніну (1969). Подальші дослідження призвели до синтезу першого комерційного фармакологічного препарату нової групи триптанів – суматриптану, розробленого фірмою Glaxo Wellcome (яка у 2000 році увійшла до складу GlaxoSmithKline). Суматриптан запатентований у 1982 році і дозволений для медичного застосування з 1991 року.

## Класифікація
За класифікацією ATC триптани відносять до лікарських засобів для лікування захворювань нервової системи, підгрупа анальгетиків, що застосовуються при мігрені (код N02CC).
За поколіннями поділ триптанів досить умовний. До першого покоління препаратів зазвичай відносять лише суматриптан, до другого — усі інші, що пов'язано з їх суттєво кращими фармакодинамічними властивостями.

## Механізм дії
Триптани є агоністами (стимуляторами) 5HT1-рецепторів (серотоніну) різних підтипів (5-НТ1В/1D-рецепторів судин людини). Для деяких препаратів цієї групи доведений блокуючий ефект на вивільнення пептиду, пов'язаного з геном кальцитоніну (CGRP), вазоактивного інтестинального пептиду та субстанції Р.
Триптани викликають вибіркове звуження судин в системі сонних артерій, але при цьому не впливають на мозковий кровоплин. Система сонних артерій постачає кров до екстра- та інтра- краніальних тканин, зокрема — мозкових оболонок. Саме надмірне розширення судин мозкових оболонок і викликає больовий синдром, властивий мігрені.

## Препарати
Суматриптан (sumatriptan) — перший препарат групи селективних агонистів рецепторів 5-HT1 (типів 5-HT1D, 5-HT1B і 5-HT1F). Код ATC N02CC01. Застосовується як перорально, так і парентерально. Входить до переліку основних лікарських засобів ВООЗ 2021 року.
Наратриптан (naratriptan). Код ATC N02CC02. Станом на травень 2022 року в Україні не зареєстрований.
Золмітриптан (zolmitriptan). Код ATC N02CC03.
Ризатриптан (rizatriptan). Код ATC N02CC04.
Алмотриптан (almotriptan). Код ATC N02CC05. Станом на травень 2022 року в Україні не зареєстрований.
Елетриптан (eletriptan). Код ATC N02CC06.
Фроватриптан (frovatriptan). Код ATC N02CC07.
Ласмідитан (lasmiditan). Код ATC N02CC08. Наразі останній синтезований препарат групи триптанів з дозволених до клінічного застосування.  Станом на травень 2022 року в Україні не зареєстрований.